# Моя большая греческая свадьба
«Моя большая греческая свадьба» (англ. My Big Fat Greek Wedding) — американская романтическая комедия, один из самых успешных американских фильмов 2002 года, собравший в общем счёте 368 744 044 $. В 2002 году фильм был номинирован на «Оскар» в категории «Лучший оригинальный сценарий».
В конце мая 2015 года в Торонто (Канада) начались съёмки сиквела фильма «Моя большая греческая свадьба 2». Компания Universal Pictures выпустила фильм на экраны 25 марта 2016 года, что совпало с Днём Независимости Греции.

## Сюжет
В Чикаго 30-летняя Фотула «Тула» Портокалос живёт в большой и шумной семье греческих иммигрантов. Она работает в семейном ресторане «Танцующий Зорба», который принадлежит её отцу, Костасу «Гасу» Портокалосу.
Красивый школьный учитель по имени Иен Миллер посещает ресторан, и Тула чувствует к нему симпатию.
Вечером того же дня Тула говорит родителям, что хочет записаться на курс в местный колледж, чтобы научиться работать с компьютерами. Гас сокрушается, что родная дочь собирается его бросить. Тогда Тула предлагает своей тёте Вуле, что она могла бы использовать знания из колледжа, чтобы работать в её туристическом агентстве. Тётя Вула соглашается, и они с матерью Тулы, Марией, убеждают Гаса разрешить Туле учиться.
Пока Тула работает в туристическом агентстве, её снова встречает Йен. У них завязывается разговор, и те соглашаются пойти свидание, во время которого Тула признается Йену, что они уже виделись в «Танцующем Зорбе».
Они продолжают встречаться. Зная, что её семья не одобрит её отношений с не-греком, Тула лжет о том, что ходит на курсы гончарного дела, чтобы видеться с Йеном. Однако ложь Тулы раскрывается, когда друг семьи видит, как они целуются на парковке. Гас в ярости из-за того, что Йен не спросил его разрешения встречаться с Тулой.
Гас запрещает им видеться, потому что Йен не грек, но они всё равно продолжают отношения. Гас пытается свести Тулу с одинокими греками, но безрезультатно.
Йен предлагает выйти за него замуж, и Тула соглашается. Мария говорит Гасу, что он должен уважать решение Тулы. Однако, он остается расстроенным, потому что Йен не является прихожанином Греческой Православной Церкви. Тогда Йен соглашается креститься в церкви, чтобы убедить Гаса принять его.
На свадебном приеме Гас произносит речь, в которой подчеркивает, что различия в происхождении молодоженов не имеют значения. Он и Мария рассказывают, что купили дом для Тулы и Йена. Семьи Тулы и Йена танцуют вместе.
Шесть лет спустя Тула и Йен отвозят дочь в греческую школу. На крупном плане выясняется, что их дом находится у дома Гаса и Марии.

## В ролях
| Актёр            | Роль                                   |
| ---------------- | -------------------------------------- |
| Ниа Вардалос     | Фотула «Тула» Портокалос / Тула Миллер |
| Джон Корбетт     | Иэн Миллер                             |
| Майкл Константин | Костас «Гас» Портокалос                |
| Лэйни Казан      | Мария Портокалос                       |
| Андреа Мартин    | Тётя Вула                              |
| Луис Мэндилор    | Ник Портокалос                         |
| Джия Каридес     | Кузина Никки                           |
| Джой Фэйтон      | Кузен Анджело                          |
| Брюс Грэй        | Родни Миллер                           |
| Фиона Рейд       | Харриет Миллер                         |
| Ариэлль Сугарман | Пэрис Миллер                           |
| Джейн Иствуд     | Миссис Вайт                            |
| Иэн Гомес        | Майк                                   |

## Название
В российском прокате название фильма переведено не совсем точно. Более точный перевод — «Моя большая, жирная греческая свадьба». Название фильма выражает ироничное отношение главной героини к старым свадебным традициям, которые вращаются вокруг застолья и трапезы, во время которых нередко сервируется жирная, нездоровая пища. Название в оригинале как нельзя точно отражает настрой фильма — ироничный, слегка саркастичный и снисходительный по отношению к старомодным национальным традициям, которых придерживаются многие недавние мигранты из Европы.
В греческом прокате фильм назвался скромнее «Γάμος αλά Ελληνικά» — "Свадьба по-гречески".

## Ошибки
- Фамилия семьи Тулы Портокалос (Πορτοκαλος) пишется с ошибкой Ρορτοκάλος (Рортокалос).

## «Моя большая греческая жизнь»
В 2003 году на американском телевидении вышел телесериал на основе фильма «Моя большая греческая жизнь», в котором были задействованы почти все те же актёры, за исключением Джона Корбетта, который в это время снимался в другом сериале. Но в отличие от фильма сериал не имел такой популярности и получил плохие отзывы критиков и спустя месяц был снят с показа.